# Naissance en 1025
Naissance
- 1021
- 1022
- 1023
- 1024
- 1025
- 1026
- 1027
- 1028
- 1029

Cette page dresse une liste de personnalités nées au cours de l'année 1025 :
- 16 mars : Gertrude de Pologne, consort de la Russie kiévienne.
- 28 août : Go-Reizei, 70e empereur du Japon.

- Gérard de Corbie, également appelé Gérald ou Géraud de la Sauve-Majeure, abbé bénédictin.
- Jean de Lodi, évêque italien.
- Guigues II d'Albon, comte en Grésivaudan et en Briançonnais.
- Guislabert II de Roussillon, comte de Roussillon.
- Haji Huud (en), saint de l'Islam.
- Lothaire (margrave de la Marche du Nord) (en).
- Nong Zhigao, héros du peuple Zhuang.
- Nuño I (en), évêque de Mondoñedo.
- Rodolphe de Rheinfelden, duc de Souabe et antiroi des Romains.
- Roupen Ier d'Arménie, seigneur de Bartzeberd et le fondateur de la dynastie des Roupénides.
- Tora Torbergsdatter, reine consort de Norvège.